# Masaki Kinoshita
Masaki Kinoshita (木下 正貴 Kinoshita Masaki?, nacido el 22 de junio de 1989 en Hyogo) es un exfutbolista japonés. Jugaba de guardameta y su último club fue el AC Nagano Parceiro de Japón.

## Trayectoria

### Clubes
| Club               | País  | Año         |
| ------------------ | ----- | ----------- |
| Gamba Osaka        | Japón | 2008        |
| Roasso Kumamoto    | Japón | 2009 - 2011 |
| Ventforet Kofu     | Japón | 2012        |
| AC Nagano Parceiro | Japón | 2013        |

## Estadística de carrera

### J. League
| Club            | Año   | J. League | J. League | Copa J. League | Copa J. League | Total | Total |
| Club            | Año   | Part.     | Goles     | Part.          | Goles          | Part. | Goles |
| --------------- | ----- | --------- | --------- | -------------- | -------------- | ----- | ----- |
| Gamba Osaka     | 2008  | 0         | 0         | 0              | 0              | 0     | 0     |
| Roasso Kumamoto | 2009  | 22        | 0         | -              | -              | 22    | 0     |
| Roasso Kumamoto | 2010  | 0         | 0         | -              | -              | 0     | 0     |
| Roasso Kumamoto | 2011  | 0         | 0         | -              | -              | 0     | 0     |
| Ventforet Kofu  | 2012  | 0         | 0         | -              | -              | 0     | 0     |
| Total           | Total | 22        | 0         | 0              | 0              | 22    | 0     |

## Palmarés

### Títulos nacionales
| Título             | Club           | País  | Año  |
| ------------------ | -------------- | ----- | ---- |
| Copa del Emperador | Gamba Osaka    | Japón | 2008 |
| J2 League          | Ventforet Kofu | Japón | 2012 |